# الحسين الجياني
أبو علي الحسين بن محمد بن أحمد الغساني الجياني الأندلسي، مُحدث من علماء الأندلس ولد في عام 427هـ - 1035م، كان يتصدر للتدريس في جامع قرطبة، وهو من أهلها، نزلها أبوه في الفتنة، وكانت وفاته فيها. ويعرف بالجياني وليس من جيان[ ؟ ]، وإنما نزلها أبوه فترة. وأصلهم من الزهراء.

## تلاميذه
من تلاميذه ابن أبي الخصال وأبو الحجاج الضرير وابن الحاج القرطبي، قاضي الجماعة ومفتي الأندلس.

## من كتبه
- تقييد المهمل.
- رجال الصحيحين.
- الألقاب.
- التعريف بشيوخ البخاري.
- التنبيه على الأوهام الواقعة في المسندين الصحيحين.
- الكنى والألقاب.

## وفاته
توفي الحسين الآندلسي في سنة 498هـ - 1105م في قرطبة.